# Amical de Mauthausen
L'Amical de Mauthausen és una associació fundada el 1962 en la clandestinitat per antics deportats amb l'objectiu de defensar els drets morals i materials dels aproximadament 10.000 deportats als camps de concentració del Tercer Reich i de llurs famílies, estrènyer els llaços de solidaritat entre ells i preservar la memòria. Entre els fundadors comptem Joan Pagès, Amadeu López Arias i Joaquim Amat-Piniella. El 1978 l'associació va ser legalitzada i va prendre el nom d'«Amical de Mauthausen i altres camps i de totes les víctimes del nazisme d'Espanya». Aplega al voltant de nou-cents socis arreu de l'Estat espanyol, França i Amèrica, entre supervivents, vídues, fills i simpatitzants.
El logotip de l'associació està inspirat en el triangle blau amb una S que els nazis feien cosir als uniformes dels presos espanyols a Mauthausen. El color blau identificava els apàtrides.
L'associació es proposa preservar la memòria del que va passar als camps de concentració nazis i, a partir de les lliçons del passat, lluitar contra el racisme, la xenofòbia i l'antisemitisme. Organitza xerrades en instituts i universitats o viatges anuals amb estudiants a Mauthausen i altres camps. També actua contra i denúncia d'activitats de grups neonazis. Així, per exemple, juntament amb SOS Racisme, va exercir d'acusació particular contra la llibreria Kalki, intervinguda el 2003 pels Mossos d'esquadra per vendre i anunciar material i propaganda nazi.
El 2005 es va destituir l'aleshores president, el sindicalista Enric Marco i Batlle, quan va palesar que malgrat el que contava, mai no havia sigut un presoner de camp de concentració. Va ser succeït per la historiadora Rosa Toran (1947-2023), l'aleshores vicepresidenta.
Publica la revista Mai més!

## Treballs de recerca
Sota l'impuls de l’historiador Josep Benet, l’escriptora Montserrat Roig fa una recerca sobre els catalans deportats als camps nazis. Joaquim López Raimundo li lliura tot el llegat fotogràfic de Francesc Boix amb les fotos clandestines fetes a la pedrera de Mauthausen.  Una vegada publicat el llibre, Montserrat Roig lliura tot el material a l’Amical de Mauthausen. Aquest arxiu, amb altres documents, es troben al Museu d'Història de Catalunya. L'associació també ha signat un conveni amb la Generalitat de Catalunya per tal de catalogar el fons documental.

## Presidents
- 2003-2005: Enric Marco i Batlle[1]
- 2006-2013: Rosa Toran[6]
- des del 2014: Enric Garriga Elies

## Reconeixement
- Creu de Sant Jordi el 1995[1]
- Medalla d'Honor de Barcelona el 2001